# 19 Nadbużańska Brygada Obrony Terytorialnej
19 Nadbużańska Brygada Obrony Terytorialnej im. gen. bryg. Wilhelma Orlik-Rückemanna (19 NBOT) – związek taktyczny Wojsk Obrony Terytorialnej Wojska Polskiego.
Decyzją Ministra Obrony Narodowej Nr 153/MON z dnia 6 grudnia 2023 roku, 19 Nadbużańska Brygada Obrony Terytorialnej przejmuje i z honorem kultywuje dziedzictwo tradycji:
- Zgrupowania Korpusu Ochrony Pogranicza - 1939 roku,

- 1. Pułku Kawalerii Korpusu Ochrony Pogranicza - 1939 roku,

- 50 Pułku Piechoty Armii Krajowej - 1944 roku.

Otrzymuje jednocześnie imię gen. bryg. Wilhelma Orlik - Rückemanna.
Święto 19 Nadbużańskiej Brygady Obrony Terytorialnej zostało ustanowione na dzień 31 sierpnia.

## Struktura organizacyjna[2]
Struktura w 2024
- Dowództwo brygady – Chełm
- 191 batalion obrony pogranicza – Wola Uhruska
- 192 batalion obrony pogranicza – Hrubieszów
- 193 batalion obrony pogranicza – Biała Podlaska
- 194 batalion logistyczny - Wola Uhruska

## Dowódcy brygady
- płk Robert Kasperczuk (2022-)

Insygnia
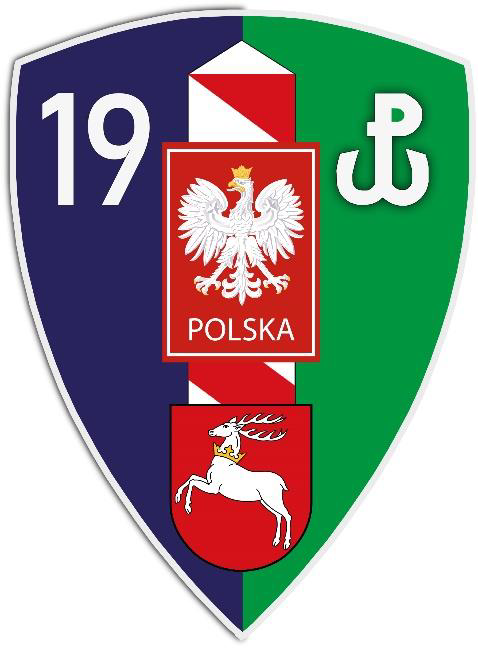
Odznaka pamiątkowa
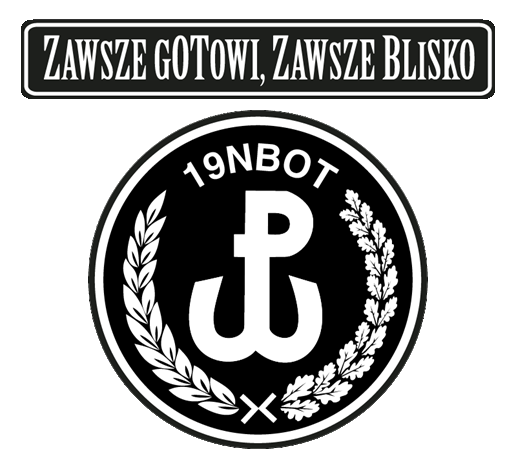
Oznaka rozpoznawcza na mundur wyjściowy
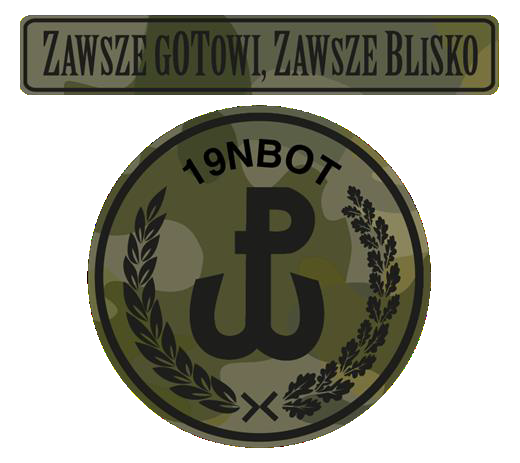
Oznaka rozpoznawcza na mundur polowy